# Xavier Mas Craviotto
Xavier Mas Craviotto (Navás, 11 de abril de 1996) es un novelista y poeta español en lengua catalana.

## Biografía
Estudió Filología Catalana y un posgrado en Asesoramiento Lingüístico y Servicios Editoriales en la Universidad de Barcelona. Es uno de los cofundadores de Com ho diria, una plataforma digital especializada en la jerga juvenil del catalán. Durante cuatro años, fue profesor de lengua y cultura catalanas en la Universidad de Bristol, en el Reino Unido. También ha trabajado como corrector para varias editoriales e instituciones, y ha participado en numerosos proyectos de lengua y literatura.

## Obra literaria
En 2018 ganó el Premio Documenta de narrativa por la novela La mort lenta (L'Altra Editorial, 2019), convirtiéndose en el escritor más joven en ganarlo. El jurado decidió otorgarle el premio por "la construcción y la verosimilitud de la historia, por la voluntad de riesgo tanto a nivel de trama como de estructura, que avanza y retrocede, por unos recursos estilísticos y lingüísticos notables y un juego constante con la ambigüedad de los personajes, cómo se relacionan y las decisiones que toman."
Ese mismo año, también ganó la primera edición del Certamen Art Jove Salvador Iborra por el poemario Renills de cavall negre (Viena Edicions, 2019). Dos años después, publicó un segundo libro de poemas, La gran nàusea (LaBreu Edicions, 2021).
En 2022, ganó el Premio Ausiàs March de poesía por el libro de poemas La llum subterrània (Edicions 62, 2023).  Al año siguiente publicó su segunda novela, La pell del món (L'Altra Editorial, 2023)  y un libro divulgativo sobre la jerga juvenil del catalán titulado Petem-ho!: manual de catalán para boomers y millennials (Rosa dels Vents, 2023). En 2024 realizó una estancia en la Residència Literària Finestres.
Ha publicado en libros de relatos colectivos, como Vora el mar (Univers Llibres, 2021), Dies de roses i vi (Edicions de L'Albí, 2021), Grand Hotel (Univers Llibres, 2022) o Cròniques de la veritat prohibida (Pagès Editors, 2025).
Ha participado en un gran número de eventos literarios en todos los territorios de habla catalana y también en el extranjero, como en el Reino Unido y Panamá.

## Obra publicada
Novela
- La mort lenta, L'Altra Editorial (Barcelona, 2019)
- La pell del món, L'Altra Editorial (Barcelona, 2023)

Poesía
- Renills de cavall negre, Viena Edicions (Barcelona, 2019)
- La gran nàusea, LaBreu Edicions (Barcelona, 2021)
- La llum subterrània, Edicions 62 (Barcelona, 2023)

## Premios y reconocimientos
- 2017 — Premio Gabriel Ferrater de Òmnium Cultural Baix Camp por Phosphorus i Hesperus[21]
- 2018 — Premio Documenta de narrativa por La mort lenta[22]
- 2018 — Premio Certamen Art Jove de poesía Salvador Iborra por Renills de cavall negre.[23]
- 2019 — Premio Tinet por Geografies de l'absència.[24]
- 2022 — Premio Ausiàs March de poesía por La llum subterrània[25]